# Louis Bauer (Sänger)
Louis Bauer (um 1875 in Sägeberg, Holstein – nach 1909) war ein deutscher Opernsänger (Bass).

## Leben
Bauer kam als neunjähriges Kind nach Amerika und kehrte erst 1894 nach Europa zurück. Nachdem er seine Gesangsstudien in Wien beendet hatte, begann er seine Bühnenkarriere 1896 am Hoftheater in Weimar, wo er ein Jahr verblieb. Von dort wurde der nach Zürich engagiert, woselbst er als „König Heinrich“ im „Lohengrin“ debütierte und in erster Stellung bis 1902 wirkte. Im genannten Jahre trat er nach erfolgreichem Gastspiel in den Verband des Stadttheaters in Köln. Bauer vertrat mit Glück das Fach des ersten Bassisten.
Sein weiterer Lebensweg ist unbekannt.